# روفيرزيو
روفيرزيو رودريغيز دي باروس (بالبرتغالية: Rovérsio Rodrigues de Barros‏) (مواليد 17 يناير 1984 في إغاراسو - البرازيل) لاعب كرة قدم برازيلي يلعب حاليا لصالح نادي الدرجة الأولى أوساسونا الإسباني منذ 2008 في مركز قلب الدفاع .

## روابط خارجية
- روفيرزيو على موقع اتحاد تركيا (لاعب) (الإنجليزية)
- روفيرزيو على موقع قاعدة بيانات كرة القدم.إي يو (الإنجليزية)
- روفيرزيو على موقع Soccerway.com (الإنجليزية)
- روفيرزيو على موقع عالم كرة القدم.نت (الإنجليزية)